# Sveti Kuzam
 Sveti Kuzam  Fiume városrésze Horvátországban, Tengermellék-Hegyvidék megyében.

## Fekvése
Fiume város központjától 7 km-re délkeletre a Turčina, a Sopalj, a Veli Čun dombok között fekszik, Fiume legkeletibb városrésze. Északnyugatról a Draga városrész, északkeletről Škrljevo, délkeletről Bakar és Kostrena határolja.

## Története
A városrész nevét Szent Kozma és Damján tiszteletére szentelt templomáról kapta. A helyén állt legrégibb települést Vitoševónak hívták, melyet a hagyomány szerint első lakójáról Vitošáról neveztek el. (Egy másik kevéssé valószínű magyarázat szerint az egykor erdős vidéken sok pacsirta keringett a levegőben és erről kapta nevét a falu.) Szent Kozma – Damján templomának elődje egy kisebb kápolna volt, melyet 1080-ban templommá bővítettek. A régi templomot lebontották, 1735-ben újat építettek és az orvosok védőszentjeként tisztelt testvérpárnak szentelték. Az évszázadok során három nagyobb házcsoport alakult ki a városrész mai helyén: Sv. Kuzma, Ketina és Vitoševo/Baraći. Legrégibb lakói a Kopajtić, Kundić, Pavletić, Vičević és Šepić családok voltak akik főként állattartással, szőlőműveléssel és bortermeléssel foglalkoztak. 1870-ben a "Placa" nevű területen állatvásárteret létesítettek. 1914-ben építették azt a ciszternát, mely a házak tetejéről gyűjtötte össze a vizet és az emberek találkozóhelyévé vált. Itt alakult ki a mai városrész központja lehetővé téve a húsipar és vendéglátóipar fejlődését. Abban az időben hat vendéglő is működött itt, melyek tulajdonosai a Kundić, a Kurpis, a Kopajtić, a Tićac, a Šepić és Pavletić családok voltak. Sveti Kuzam híres volt tengerészeiről is, akik vitorlásaikon az egész világot bejárták. Sveti Kuzma forgalmas kereskedelmi csomóponttá vált. 1910-ben felépült a település vasútállomása is a Fiume-Zágráb vonalon. A városrészt története során több szerencsétlenség is érte. 1323-ban és 1790-ben földrengés, 1855-ben kolera pusztított. Az 1930-as évek gazdasági válsága sem maradt nyom nélkül. 1937-ben a mai Horvát ház helyén olvasókört alapítottak, mely Petar Preradović horvát költő nevét viselte és egészen 1945-ig működött.

## Nevezetességei
- Szent Kozma és Damján tiszteletére szentelt temploma 1735-ben épült. 2004 és 2009 között teljesen megújították.
- Ősidők óta népszokás itt a „Kuzminja” melyet minden év szeptember 26-án védőszentjük ünnepén tartanak. A hívek gyógyulásuk érdekében fogadalmi ajándékokkal halmozzák el a templomot. Ezen a napon sok innen elszármazott ember gyűlik össze a világ minden tájáról hogy az ünnepet báránypecsenyével, sajttal és újborral üljék meg.
- Sveta Kuzmán működik a Szent Kozma és Damján Társaság, mely a horvát szobrászművészek Forma VIVA nyílt galériájáról nevezetes.